# Setzliste
Die Setzliste im Sport ist ein Verfahren, bei dem die besten Teilnehmer oder Teams in den frühen Runden eines Turniers getrennt werden. Ziel ist es, dass die leistungsstärksten Spieler oder Teams erst in späteren Runden aufeinandertreffen. Grundlage für die Erstellung der Setzliste sind meist Ranglisten, die während der Saison erstellt wurden. Der Begriff stammt aus dem Tennis und ist von der Idee des gezielten Verteilens inspiriert.

## Verfahren der Setzliste
In manchen Turnieren wird die Setzliste nach jeder Runde neu angepasst (Re-Setzliste). Dabei spielt der höchstplatzierte verbleibende Teilnehmer gegen den niedrigstplatzierten, der zweitplatzierte gegen den zweitniedrigsten und so weiter. Dieses Verfahren wird entweder nach jeder Runde oder in bestimmten Phasen des Turniers angewendet.

## Setzliste im Tennis
Im professionellen Tennis werden Spieler basierend auf ihrer Weltranglistenplatzierung gesetzt. Die Anzahl der gesetzten Spieler hängt vom Turnier ab. Bei den Grand-Slam-Turnieren gibt es seit 2001 insgesamt 32 gesetzte Spieler. Diese Änderung wurde eingeführt, um eine fairere Verteilung zu gewährleisten und Benachteiligungen bestimmter Spieler zu vermeiden.
In der idealen Turnierstruktur treten die besten Spieler erst in den späteren Runden gegeneinander an. Tatsächlich werden die Positionen der Spieler innerhalb bestimmter Gruppen jedoch oft ausgelost, was gelegentlich zu ungleichen Turnierverläufen führen kann. Ein bekanntes Beispiel dafür war das Wimbledon-Turnier 2013, als die Nummer 33, Florian Mayer, in der ersten Runde auf die Nummer 1, Novak Đoković, traf.

## Setzliste in anderen Sportarten

### Amerikanische Teamsportarten
In den Playoffs vieler nordamerikanischer Ligen, wie der NFL oder der WNBA, wird eine Setzliste verwendet. Hierbei trifft beispielsweise das höchstplatzierte Team auf das niedrigstplatzierte. Einige Ligen passen die Setzliste nach jeder Runde an, andere, wie die NBA, halten an der ursprünglichen Struktur fest.

### Fußball
Im internationalen Fußball, beispielsweise bei der FIFA-Weltmeisterschaft, wird die Setzliste verwendet, um die besten Mannschaften zu verteilen. Seit 1998 basiert die Setzliste auf der FIFA-Weltrangliste. Teams desselben Kontinentalverbandes werden, wenn möglich, in der Gruppenphase getrennt.
Auch in der UEFA Champions League wird die Setzliste eingesetzt. Sie basiert auf den UEFA-Koeffizienten, die die Ergebnisse der letzten fünf Jahre berücksichtigen. Dieses Verfahren wird auch bei der Europameisterschaft und anderen Wettbewerben angewendet.
In nationalen Pokalturnieren wie dem FA Cup gibt es oft keine umfassende Setzliste. Stattdessen steigen Teams höherer Ligen in späteren Runden ein, ohne jedoch innerhalb derselben Runde gesetzt zu werden. Dadurch entstehen spannende Begegnungen zwischen Spitzenmannschaften.

### Liga MX
In der mexikanischen Liga MX gibt es eine besondere Regelung: Bei einem Unentschieden nach Hin- und Rückspiel kommt das höher gesetzte Team weiter.

## Bedeutung und Kritik
Die Setzliste soll sicherstellen, dass die besten Spieler oder Teams in den späteren Turnierphasen aufeinandertreffen. Das erhöht die Spannung und Attraktivität der Wettbewerbe. Kritiker weisen jedoch darauf hin, dass unfaire Situationen entstehen können, insbesondere wenn starke Teilnehmer früh gegeneinander antreten. Außerdem wird über die Kriterien zur Erstellung der Setzlisten diskutiert, da diese je nach Sportart unterschiedlich sind.